# Pasaquina
Pasaquina es un distrito del municipio de La Unión Norte en el departamento de La Unión, El Salvador. De acuerdo al censo oficial de 2024, tiene una población de 15.286 habitantes.

## Historia
Durante la época precolombina, el territorio fue habitado por grupos mayas ulúas. En la época colonial española, formó parte del Partido de San Alejo en el siglo XIX, la región fue incorporada al departamento de San Miguel en 1824 y anexado a La Unión en 1865. Obtuvo el título de «villa» en 1872, y el de «ciudad» en 1920.

## Información general
El distrito cubre un área de 295,28 km², siendo el distrito más extenso del departamento de La Unión. La cabecera tiene una altitud de 60 m s. n. m. El topónimo idioma maya ulúa Pasaquina tendría los significados de «Ciudad de los frijoles blancos» o «Camino de la amargura». Las fiestas patronales se celebran en el mes de enero en honor a San Sebastián Mártir. Pasaquina tiene un alto nivel de emigración, principalmente a Estados Unidos.